# Chevalier rouge (aviation canadienne)
Pour les articles homonymes, voir Chevalier rouge.

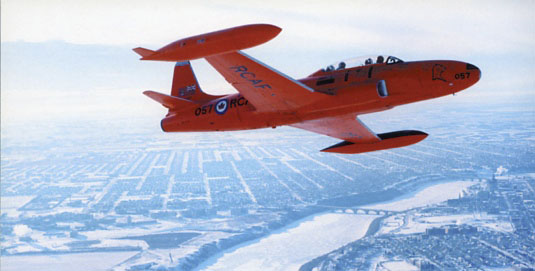
Le Chevalier rouge survolant Saskatoon, dans la province canadienne de la Saskatchewan.

Le Chevalier rouge est le nom d'un avion de l'aviation royale du Canada ayant effectué des vols acrobatiques de 1958 à 1969. Le Chevalier rouge est un Canadair CT-133 Silver Star, plus connu sous le nom de « T-Bird », et ses numéros de voltige, effectués lors de meetings aériens à travers l'Amérique du Nord, comportaient loopings, tonneaux, huit cubain, 360 à l'horizontale, la liste n'étant pas exhaustive. Le T-Bird est remplacé par Canadair CL-41 Tutor en juillet 1968.